# Clima tropical
|  | «Zona climàtica tropical» redirigeix aquí. Vegeu-ne altres significats a «Zona tropical». |

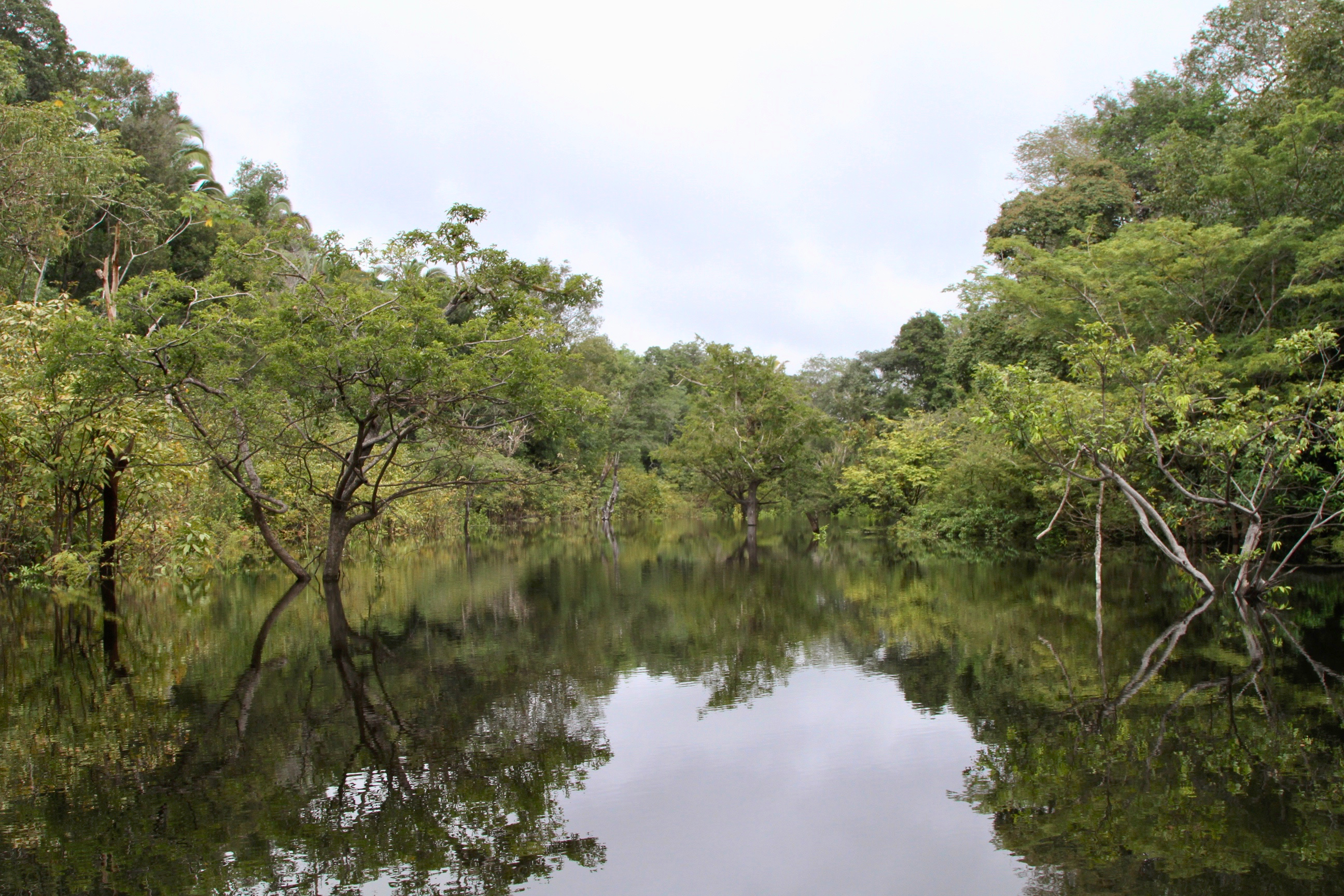
Selva amazònica a "Juma River", Amazones, al nord-oest del Brasil.

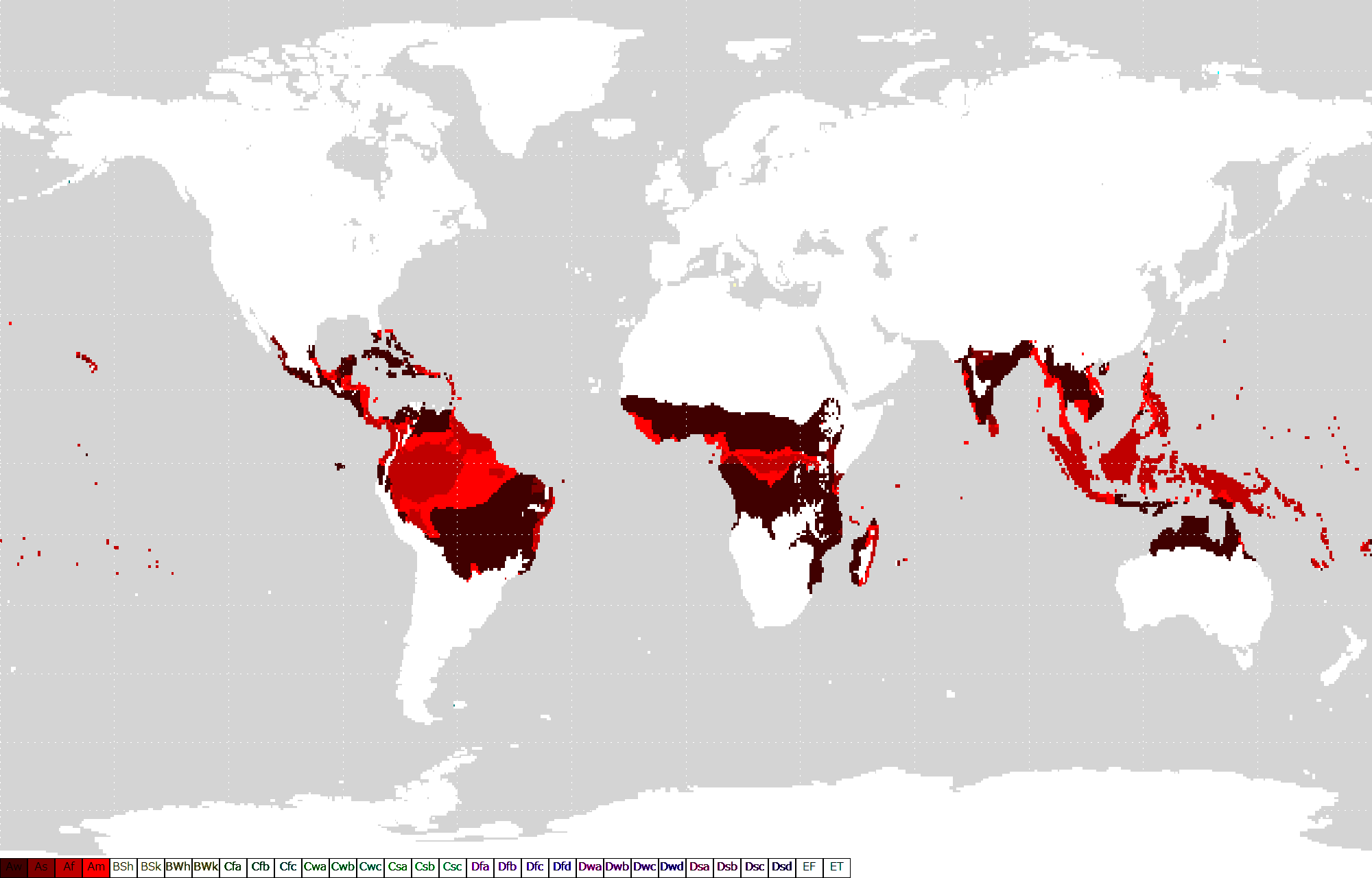
Àrees o regions de clima tropical del món segons la classificació climàtica de Köppen.

El clima tropical és un tipus de clima que correspon a l'estat mitjà de l'atmosfera en les zones tropicals. Aquest clima es troba entre les latituds de 15 a 25º, tant al nord com al sud de l'equador. De vegades s'inclou també el Clima equatorial i sempre s'exclouen el clima de muntanya tropical i el clima desèrtic tropical.
Les altes temperatures caracteritzen els climes tropicals, ja que tots els mesos de l'any tenen temperatures mitjanes superiors als 18 °C i no hi ha glaçades. En el clima tropical pròpiament dit, que exclou el clima equatorial, per ser aquest molt més uniforme en temperatura i pluviometria, l'estació seca pot restar reduïda a un o dos mesos per exemple a Lagos a Nigèria o ser tan llarga com deu mesos (al Sahel africà).
La definició general de clima tropical comprèn els climes que no són àrids i on la temperatura mitjana mensual no davalla al llarg de l'any dels 18 °C segons va definir Köppen. Així doncs no són les temperatures les que defineixen les estacions dels climes tropicals sinó la pluviometria. En els climes tropicals sempre hi ha una estació seca (amb altes temperatures i poca o nul·la pluviometria) i una estació humida (també càlida i amb precipitacions que superen l'evapotranspiració). Tals requisits exclouen doncs els climes de deserts càlids (per la insuficient pluviometria durant tots els mesos de l'any) i els de muntanya tropical (per les temperatures inferiors als 18 °C de mitjana mensual en tots o en alguns mesos de l'any)

## Variants i classificacions
Segons les diferents classificacions té una o altra categorització:
- Dins la classificació climàtica de Köppen el clima tropical, anomenat alternativament com megatermal, correspon al grup A i se subdivideixen segons els règims de precipitació en Clima equatorial, Clima monsònic i Clima de la sabana, excloent el Clima tropical desèrtic.[3]

- Classificació agroclimàtica de Papadakis:

La classificació, que defineix els climes en funció de les zones agrícoles i la viabilitat dels cultius a cada zona geogràfica, va ser creat l’any 1952 pel climatòleg i botànic grec Juan Papadakis. El funcionament de la classificació es basa en tres grans aspectes que defineixen quina classificació rep cada localitat. Els condicionants són el tipus d’hivern, el tipus d’estiu i el règim d’humitat, donant com a resultat un Règim Tèrmic, essent aquest la classificació final del model.
Dins el grup climàtic tropical, trobem les següents classificacions: Equatorial tropical humit, Tropical monsònic, Tropical mediterrani, Tropical de terra temperada humida i Tropical de terra temperada seca.
- Classificació climàtica de Flohn:

Aquesta classificació va ser creada pel climatòleg alemany Hermann Flohn l’any 1950, i es caracteritza per donar valor als moviments de l’atmosfera i no tant a les mitjanes de temperatures i precipitacions. Així doncs, els climes depenen, en aquesta classificació, dels grans cinturons de vent, les masses d’aire del planeta i les precipitacions.
En aquest cas, les zones tropicals es caracteritzen per tenir vents alisis i precipitacions a l’estiu. També apareixen dues classificacions més definides com a subtropicals, la zona subtropical seca de vents alisis i la zona subtropical de pluges hivernals.
- Classificació climàtica d’Alísov:

Aquesta classificació climàtica va ser desenvolupada entre 1930 i 1950 pel geògraf i climatòleg soviètic Borís Pávlovich Alísov. La classificació se centra principalment en la distribució i el moviment de les masses d’aire. Les zones climàtiques són definides com a regions distribuïdes paral·lelament a les latituds del planeta.
La definida com a zona climàtica tropical es caracteritza per tenir temperatures de més de 35 °C a l’estiu i tenir com a temperatura mitjana a l’hivern més de 10 °C. El clima es defineix com a clar i sec, trobant a la costa un clima més suau, amb hiverns més càlids i estius més suaus.
La zona climàtica tropical inclou els següents subtipus: clima de vents alisis, clima tropical sec, clima monsònic tropical i clima monsònic als altiplans tropicals.
- Classificació de zones de vida de Holdridge:

Diagrama de zones ecològiques considerant les magnituds de precipitació i evapotranspiració.

Aquest sistema de classificació, centrat en les característiques del comportament global bioclimàtic, va ser publicat l’any 1967 pel botànic i climatòleg nord-americà Leslie Holdridge. Els tres paràmetres principals per definir cada clima són la biotemperatura mitjana actual, la precipitació anual i la relació de l'evapotranspiració potencial.
En aquest sistema les regions tropicals es defineixen com les zones més càlides, presentant més de 24 °C de temperatura mitjana anual.
- Classificació climàtica de Trewartha:

Aquesta classificació va ser publicada l’any 1966 pel geògraf estatunidenc Glenn Thomas Trewartha. Aquesta és una versió modificada de la Classificació de Köppen, creada per donar resposta a algunes deficiències del model en què es basa.
La classificació defineix les regions tropicals com a zones amb una temperatura mitjana anual superior a 20 °C.

## Característiques
El clima tropical existeix en realitat gràcies a l’angle d’incidència de la radiació solar, gairebé perpendicular al terra durant tot l’any, que es produeix a les regions properes a l'equador. Aquest factor fa que la temperatura sigui generalment molt alta. El flux d’evaporació des del terra és conseqüentment alt, provocant així una alta humitat. Així doncs, aquest escalfament fa que l’aire es dilati i ascendeixi a l’alta atmosfera, produint així un cinturó de baixa pressió anomenat tàlveg equatorial o monsònica, la qual atrau les masses d’aire properes, generant així un xoc de vents alisis en l’anomenada zona de convergència intertropical (ZCIT). En aquesta convergència d’aires tropicals, la humitat s'acumula produint convecció atmosfèrica i precipitacions constants i intenses durant gran part de l’any.
La regió tropical està definida com la zona situada entre el tròpic de Càncer i el tròpic de Capricorn, ampliada fins a la zona d’afecció de les altes pressions subtropicals, situada entre els 15 i els 25 ºN i S. Algunes de les regions que serveixen com a exemple d’aquest clima són l’Àfrica Central, Amèrica del sud, el sud-est asiàtic i algunes parts de l’Índia i Oceania.

### Temperatura
Els climes tropicals es caracteritzen per tenir una temperatura mitjana superior als 18 °C durant cada mes de l’any. D’aquesta forma, i sobretot a les zones amb menys oscil·lació tèrmica, les zones tropicals no mostren canvis estacionals i, per tant, no tenen hivern i estiu. Per altra banda, i com és fàcil d’imaginar, no existeixen les gelades en aquests territoris.
Les temperatures durant el dia són força extremes, superant fàcilment els 30 °C. Del mateix mode, durant la nit les temperatures són també altes, i rarament baixen dels 15 °C.

### Precipitacions
Les regions tropicals experimenten una estació plujosa i un altre de seca, diferenciant-se molt l’una de l’altre. L’estació humida es caracteritza per fortes temporades de pluges que poden durar diversos mesos. Les temporades humides més intenses es poden traduir en tempestes tropicals i ciclons, traduint-se en problemàtiques d’inundacions. D’altra banda, l’estació seca és més suau, i fins i tot es poden experimentar algunes precipitacions durant aquest període.

### Pressió atmosfèrica i vent
A causa de la ubicació propera a l’equador de les regions tropicals, aquestes es troben localitzades en una zona de baixes pressions constants (zona de convergència intertropical), causada per l’ascensió vertical de l’aire càlid i humit. Aquest aire ascendeix gràcies a la gran quantitat de calor produïda pels rajos de sol, creant aquestes zones de baixa pressió.
La ZCI té una relació molt estreta amb els vents del clima tropical. Els vents alisis, provinents de zones subtropicals, són atrets a la zona per la diferència de pressió atmosfèrica, on els vents del tots dos hemisferis topen, produint vents alisos tant convergents com ascendents. Aquests vents creen les condicions ideals per a la creació de tempestes i intenses precipitacions.

## Vegetació
Aquest clima, té una estació seca més o menys llarga, les temperatures màximes poden ser superior al tipus equatorial sobretot al final de l'estació seca. El tipus de vegetació correspon a la jungla o al bosc tropical decidu i quan augmenta l'aridesa o la durada de l'estació seca a la sabana.
El clima tropical desèrtic és el que correspon als deserts de les zones tropicals, les temperatures mitjanes de l'estiu són les més altes del món i la variació diària molt alta per la baixa nuvolositat i escassedat de vegetació. Hi ha climes tropicals desèrtics àrids (menys de 250 l/m² anuals) i hiperàrids (menys de 50 l/m²). La vegetació es refugia principalment en les rambles o uadis que conserven aigua freàtica o més en les sorres que en les zones argiloses però sempre, en aquestes condicions, amb una molt baixa densitat. S'hi conreen com a cereals blat de moro, sorgo i mill segons disminueix el total de les precipitacions i augmenta la llargada de l'estació seca. També és típic el conreu de la canya de sucre. (El conreu del cacau, en canvi és típic del clima equatorial i el del cafè de la muntanya tropical).

## Sistema de Köppen
Aquest sistema estableix que la vegetació natural té una relació directa amb el clima, oferint la distribució vegetal els límits entre un clima i altre. Els paràmetres per determinar el clima són les temperatures i precipitacions mitjanes anuals i mensuals, i l’estacionalitat de les precipitacions.
Köppen divideix la totalitat dels climes en cinc grups principals: tropical, sec, templat, continental i polar.
Així doncs, el grup A són els climes tropicals, caracteritzats per tenir una temperatura mitjana superior als 18 °C durant cada mes de l’any i tenir unes precipitacions anuals superiors a l’evaporació. Són generalment climes càlids, on no existeixen les estacions.
Dins del clima tropical trobem els següents tres tipus de climes diferenciats:
- Equatorial (Af)

Pluges repartides durant to l’any, de forma que no existeix cap estació seca, superant els 60 mm tots els mesos de l’any. Es dona en part de la franja equatorial, on les masses de pluja dels tròpics convergeixen, comprenent part de l'Amazònia, part de l'Amèrica Central, Àfrica Equatorial, sud-est asiàtic i Oceania.
El bioma característic d’aquest clima és la selva equatorial, que necessita precipitacions abundants i constants i temperatures altes durant to l’any. Iquitos o Singapur són algunes de les ciutats que posseeixen el clima equatorial.
- Tropical monsònic (Am)

Clima càlid durant tot l’any, amb una estació seca on ha d’haver-hi algun mes per sota dels 60 mm i si la precipitació del mes més sec és superior a  la fórmula [100-(Precipitació anual/25)]. Sol localitzar-se al voltant de regions de clima equatorial (Af), presentant un component d’estacionalitat més marcat que l’equatorial. Les estacions seques no arriben a ser tan intenses i llargues com en el cas del clima tropical de sabana (Aw).
Es produeix a zones de Sud-amèrica, Amèrica Central, Mèxic, el sud de Florida, Àfrica occidental i central, costes del subcontinent indi i el sud-est asiàtic. Alguns exemples de zones caracteritzades per tenir aquest clima són la ciutat de Lagos a Nigèria o el cas de Calcuta.
- Tropical de sabana (Aw)

Es caracteritza per una llarga estació seca, més intensa que en el clima monsònic, que es contrasta amb una estació humida amb intenses precipitacions. Durant el mes més sec les precipitacions han de ser menors a 60 mm i no poden ser superiors a la fórmula [100-(Precipitació anual/25)].
El període sec es dona típicament en els mesos d’hivern, i el període humit durant els mesos d’estiu. Aquest tipus de clima es dona a algunes regions tropicals d’Amèrica, Àfrica central, occidental i oriental, el subcontinent indi, el sud-est asiàtic i Oceania. Algunes ciutats que poden servir com a exemple d’aquest tipus de clima són Barranquilla o Caracas.